# James Kerr-Lawson

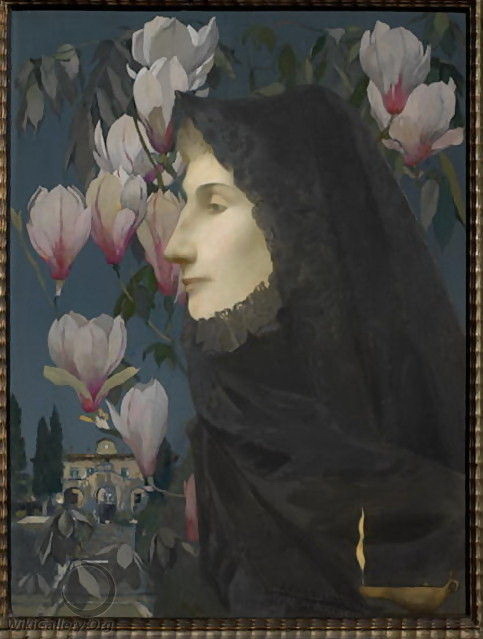
James Kerr-Lawson: Walburga, Lady Paget devant la Villa I Tatti, ca.1929. Musée des beaux-arts de Montréal

James Kerr-Lawson (* 28. Oktober 1862 in Cellardyke (Kilrenny), Fifeshire, Schottland; † 1. Mai 1939 in London, England) war ein schottisch-kanadischer Maler, Porträtist, Lithograf und Wandmaler.

## Leben
James Kerr-Lawson wanderte im Alter von drei Jahren mit seiner Familie nach Hamilton in Ontario aus. Als junger Mann kehrte er nach Europa zurück, um sich künstlerisch weiterzubilden. Von 1879 bis 1880 studierte er an der Ontario School of Art und anschließend von 1880 bis 1881 in Rom an der Accademia di Belle Arti bei Luigi Galli sowie an der Académie de France. Von 1881 bis 1884 besuchte er die Académie Julian in Paris. Nach einem kurzen Aufenthalt in Kanada (1885–1887), während dem er mit William Brymner und Homer Watson in Kontakt stand, etablierte er sich vor allem in Glasgow und ab 1900 in London. In den 1890er Jahren stand er mit George Frederick Watts, John Lavery, Frank Brangwyn und James McNeill Whistler in Kontakt. 1897 lernte er den Kunsthistoriker und -händler Bernard Berenson kennen, der seine Karriere nachhaltig unterstützte. 1908 war er Mitbegründer des Senefelder Club in London. Während des Ersten Weltkriegs erhielt er 1916 von Lord Beaverbrook den Auftrag, Fresken für das Canadian War Records Office in Ottawa zu malen. Diese sollten die Schlachten von Arras und Ypern darstellen und wurden 1921 installiert. James Kerr-Lawson starb 1939 in London.

## Werk

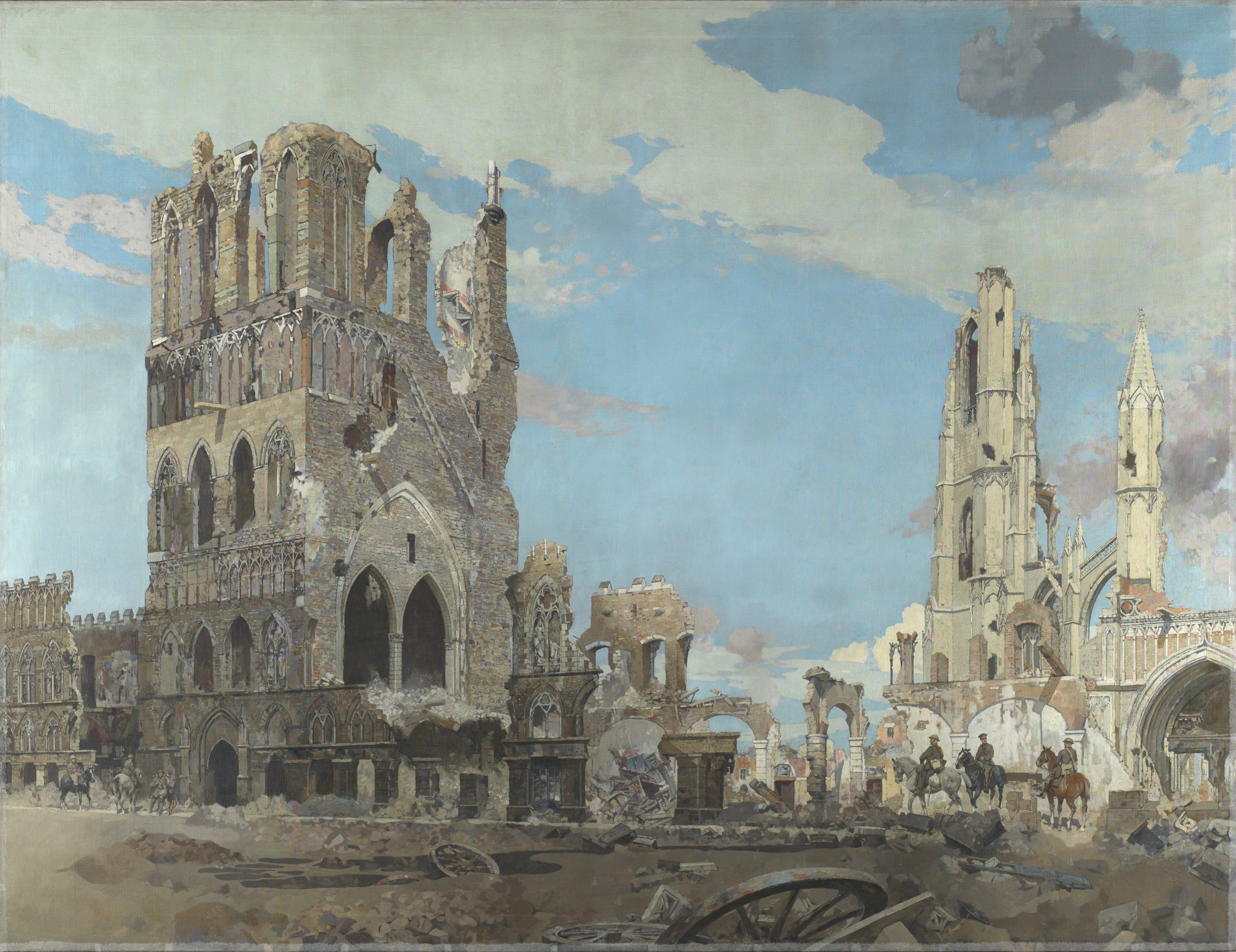
James Kerr-Lawson: The Cloth Hall, Ypres (Die Tuchhalle in Ypern), entstanden zwischen 1917 und 1919. Canadian War Museum, Ottawa, Kanada – Bevor sie im Ersten Weltkrieg zerstört wurde, war die Tuchhalle in der belgischen Stadt Ypern eines der letzten erhaltenen architektonischen Juwele des Mittelalters in Nordeuropa. Die ursprünglich von wohlhabenden flämischen Tuchgilden erbaute Halle war ein prächtiges Beispiel für gotische Stadtarchitektur. – Das Werk von James Kerr-Lawson zeugt von der Zerstörung durch wiederholte Bombardierungen aus der Luft und Artilleriefeuer. Inmitten der Trümmer ist nur der zentrale Turm der Zunfthalle noch erkennbar, während rechts davon die Kathedrale in Trümmern liegt. Der zentrale Turm und ein Flügel der Halle wurden wieder aufgebaut. Die Trümmer des anderen Flügels wurden beseitigt, einige der ursprünglichen Säulen blieben jedoch als Kriegsdenkmal erhalten.

Kerr-Lawsons Werk war vielseitig und umfasste Porträts, Landschaften, dekorative Gemälde, Wandgemälde und Lithografien. Während seine frühen Werke aus den späten 1880er-/frühen 1890er-Jahren noch deutlich die realistische Plein-Air-Manier von Jules Bastien-Lepage zeigen, sind seine dekorativen Arbeiten aus den frühen 1900er-Jahren stark von venezianischen Meistern wie Canaletto und Tiepolo beeinflusst. Bekannt wurde er durch seine großformatigen Stadt- und Architekturlandschaften. So schuf er beispielsweise im Jahr 1906 eine Serie von Wandgemälden in Stoke Rochford Hall und mehrere London-Szenen in Aldenham House. Diese wurden später als Lithografien und Plakate adaptiert. Im Jahr 1915 entwarf er das Plakat Westminster Abbey für die London Underground Electric Railways Company. Seine Fresken zu Arras und Ypern im kanadischen Senat dokumentieren eindrucksvoll die Zerstörung durch den Ersten Weltkrieg.